# Crisi de Danzig

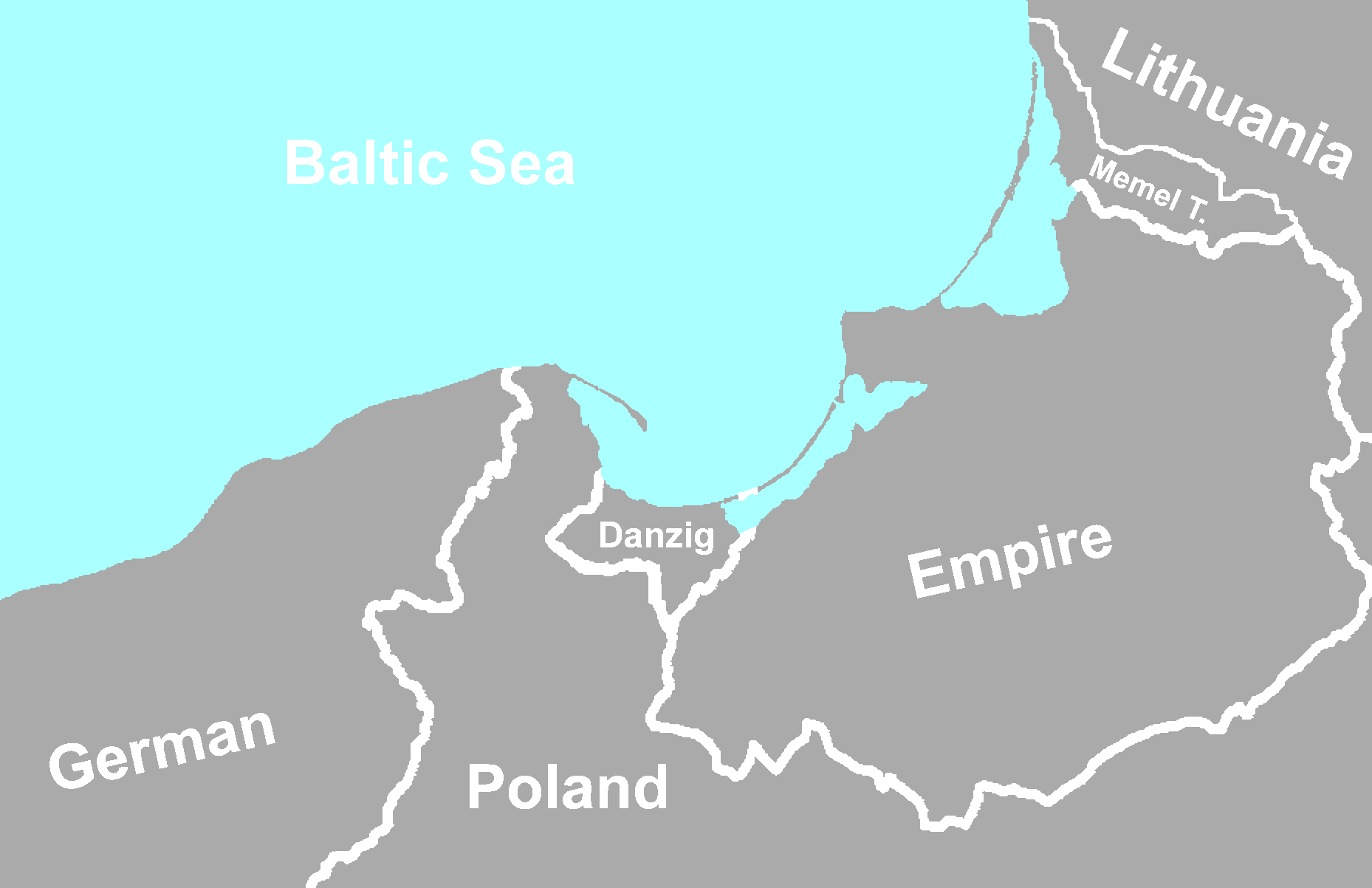
Situació de Danzig

La crisi de Danzig va ser una crisi diplomàtica que precedí immediatament a la Segona Guerra Mundial. Era l'última reivindicació irredemptista que Adolf Hitler exigí (i l'única a la qual França i Anglaterra es van oposar amb decisió) després d'haver aconseguit la remilitarització de Renània i l'annexió d'Àustria i els Sudetenland. A més, la Guerra Civil Espanyola (1936-1939) va provar amb èxit elements claus per a la política expansionista hitleriana: tant l'eficàcia de les unitats d'elit de la seva aviació (Legió Còndor), com la ineficàcia dels mecanismes de manteniment de la legalitat internacional (en aquest conflicte el principi de no-intervenció, només respectat per les democràcies occidentals), una nova demostració de la inoperància de la política de pacificació.
La crisi començà als pocs dies del ban de la victòria de Franco, el seu aliat: el 28 d'abril de 1939, moment triat per Hitler per a llançar un discurs al Reichstag on s'exigeix la restitució de Danzig, així com un ferrocarril i una carretera extraterritorials que travessessin el passadís polonès (que separava Prússia Oriental de la resta del territori alemany des del final de la Primera Guerra Mundial a conseqüència del Tractat de Versalles).
Polònia va acceptar la construcció de la carretera, però es va negar a qualsevol cessió de sobirania o clàusula d'extraterritorialitat. Simultàniament al suport diplomàtic francès i britànic, l'URSS oferí a Polònia el seu suport militar (com havia fet abans amb Txecoslovàquia en la crisi dels Sudets), que Polònia rebutjà (com havia fet abans Txecoslovàquia). La fi sense fruit d'aquestes converses el 21 d'agost va dur a Stalin a acceptar un radical canvi d'aliances: Viatxeslav Mólotov i Joachim von Ribbentrop (l'Alemanya nazi i l'URSS comunista) signaren el Pacte Germano-Soviètic de no-agressió de 23 d'agost de 1939, que en la pràctica (i en la lletra de la part secreta del pacte) suposà un nou repartiment de Polònia com els dels segles xviii i xix, que a més lliurava a l'URSS els territoris abans tsaristes perduts el 1918: les nacions bàltiques (Finlàndia, Estònia, Letònia i Lituània) i part de Romania (regió de Bessaràbia).
Hitler havia aconseguit evitar la guerra en dos fronts que des de Bismarck era la por més gran dels estrategs alemanys, com va demostrar la Primera Guerra Mundial. Les últimes negociacions britàniques no podien donar cap fruit: era impossible apaivagar Hitler donant-li més de la meitat de Polònia que ja li havia donat Stalin. La guerra va començar amb el bombardeig de Danzig i la invasió de Polònia l'1 de setembre de 1939. El 3 de setembre, França i Gran Bretanya responien amb la declaració de guerra a Alemanya.